# Mezinárodní filmový festival v Oděse
Mezinárodní filmový festival v Oděse (ukrajinsky Оде́ський міжнаро́дний кінофестива́ль) je filmový festival pořádaný od roku 2010 v jihoukrajinském městě Oděsa. Těžištěm jeho programu je národní soutěž a mezinárodní soutěž Visions of Europe, doplněná nesoutěžním programem. Tradičním dějištěm festivalových ceremoniálů se stala budova Oděské opery. Festival rychle vyrostl a např. jeho třetí ročník navštívilo více než 100 000 tisíc diváků a divaček, což jej učinilo jedním z největších filmových festivalů ve východní Evropě a zemích bývalého Sovětského svazu. V letech 2014 a 2015 se však v důsledku rusko-ukrajinského konfliktu a související ekonomické krize dostal do finančních potíží, když státní úřady omezily financování.

## Soutěž
Od roku 2012 publikum vybírá v mezinárodní soutěži celovečerních hraných filmů nejlepší snímek oceněný Grand Prix Zlatý vévoda. Cena je pojmenovaná po vévodovi Richelieu, zakladateli a prvním guvernérovi Oděsy, a nese podobu miniatury jeho sochy z pomníku na horním konci známých Potěmkinových schodů.
Vedle toho mezinárodní porota vybírá vítěze v kategoriích nejlepší film, nejlepší režie a nejlepší herecký výkon. V rámci festivalu se udílí také další ocenění či diplomy.

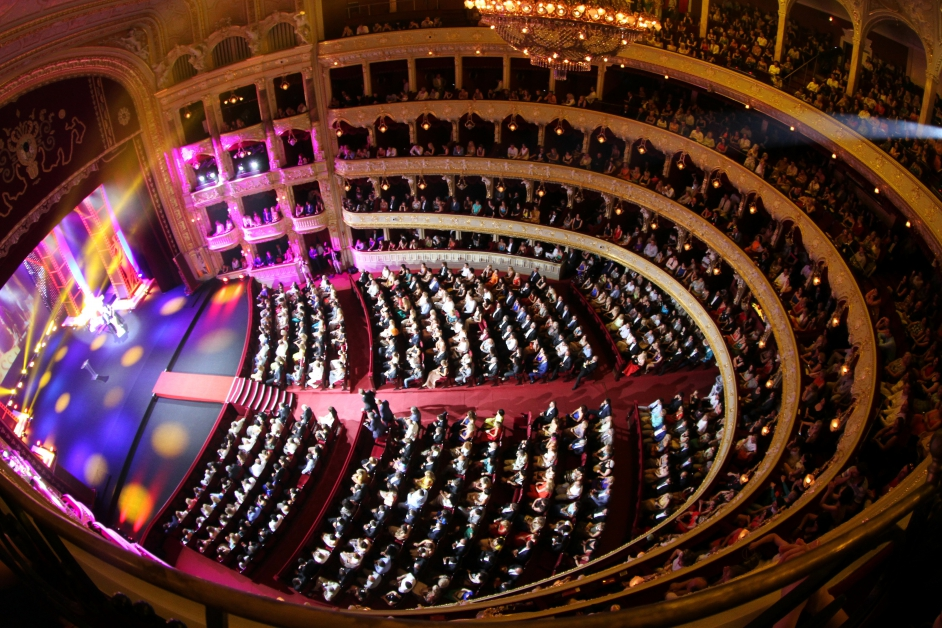
Zahajovací ceremoniál čtvrtého ročníku 12. července 2013 v Oděské opeře

## Ročníky
| Ročník | Termín konání            | Poznámky |
| ------ | ------------------------ | --- |
| 1.     | 16.–24. července 2010    | |
| 2.     | 15.–23. července 2011    | |
| 3.     | 13.–21. července 2012    | |
| 4.     | 12.–20. črevence 2013    | Jiří Menzel jako čestný host festivalu uvedl svoje Ostře sledované vlaky za účasti českého velvyslance v Kyjevě Ivana Počucha. |
| 5.     | 11.–19. července 2014    | |
| 6.     | 10.-–18. července 2015   | |
| 7.     | 15.–23. července 2016    | |
| 8.     | 14.–22. července 2017    | |
| 9.     | 13.–21. července 2018    | |
| 10.    | 12.–20. července 2019    | |
| 11.    | 25. září – 3. října 2020 | Došlo k posunu z tradičního termínu a konání festivalu online kvůli pandemii covidu-19. |
| 12.    | 14.–21. srpna 2021       | |
| 13.    | 2022                     | Kvůli ruské invazi na Ukrajinu se festival nemohl uskutečnit. MFF Karlovy Vary proto nabídl uvedení programu Works in Progres, představujícího nové rozpracované ukrajinské filmy připravované do kinodistribuce, v rámci své sekce Industry. |

## Soutěžní porota
- 2012 – Fernando Salvà Grimalt (Španělsko), Andriy Alferov (Ukrajina), Mike Naafs (Nizozemsko)[31]
- 2013 – Dejan Petrovic (Srbsko), Gunnar Bergdahl (Švédsko), Lyudmila Novikova (Ukrajina)[32]
- 2014 – Oksana Voloshenyuk (Ukrajina), Bernard Besserglik (Francie), Neil Young (Velká Británie)[33]
- 2016 – Alexey Gusev (Rusko), Gideon Kouts (Francie), Dariia Badior (Ukrajina)[34]
- 2017 – Einar Staalesen (Norsko), Jesús González Notario (Španělsko), Anton Filatov (Ukrajina)[35]

## Ocenění

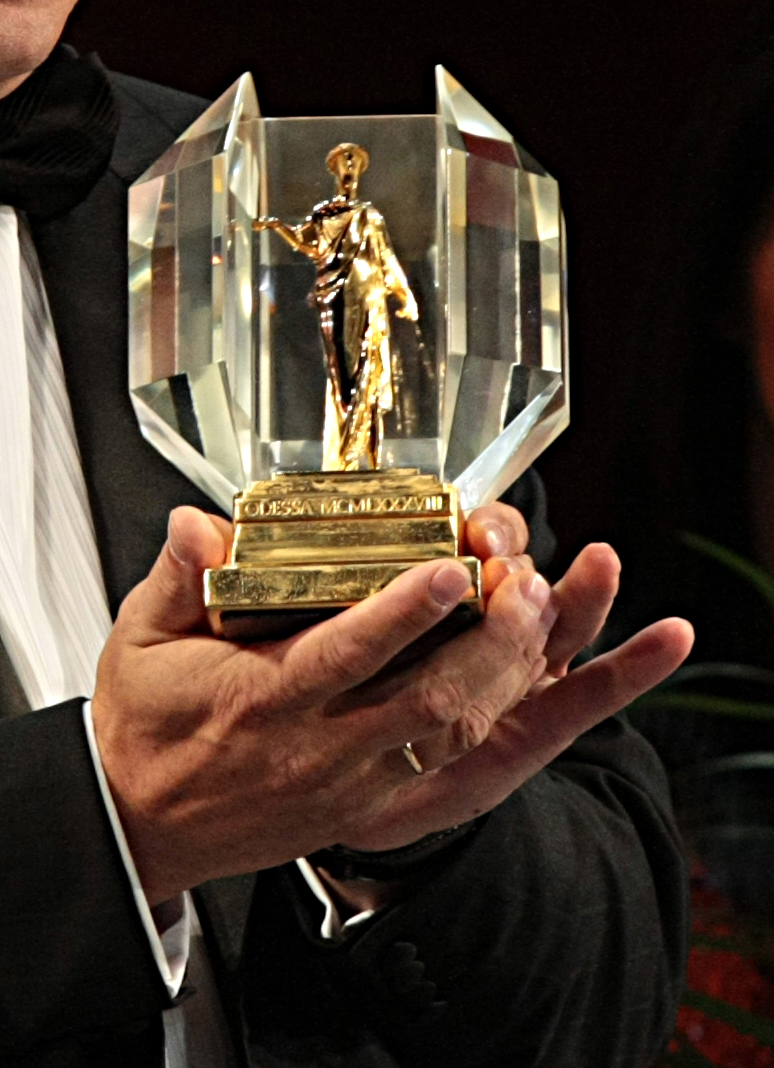
Grand Prix Zlatý vévoda

Publikum rozhoduje o hlavní ceně pro nejlepší film:

### Grand Prix Zlatý vévoda
- 2010 – Děťjam do 16… / Детям до 16-ти… (r. Andrej Kavun,  Rusko)[36][37]
- 2011 – Almanya - vítejte v Německu / Almanya - Willkommen in Deutschland (r. Yasemin Şamdereli,  Německo)[12]
- 2012 – Rozbitý svět / Broken (r. Rufus Norris,  Spojené království)[38][39]
- 2013 – Zeměpisec, který propil globus / Географ глобус пропил (r. Alexandr Veledinskij,  Rusko)[40][41]
- 2014 – Vojačky / Zero Motivation (r. Talya Lavie,  Izrael)[42]
- 2015 – Mustang / Mustang (r. Deniz Gamze Ergüven,  Francie /  Německo /  Turecko /  Katar)[43][44]
- 2016 – Dokud nás smrt nerozdělí / Burn, Burn, Burn (r. Chanya Button,  Spojené království)[45]
- 2017 – Král Belgičanů / King of the Belgians (r. Peter Brosens a Jessica Hope Woodworth,  Belgie /  Nizozemsko /  Bulharsko)[46][47]
- 2018 – Křišťálová labuť / Хрусталь (r. Darya Zhuk,  Bělorusko /  Německo /  USA /  Rusko)[48][49]
- 2019 – shodně:
  - Dokud se tančí / And Then We Danced (r. Levan Akin,  Švédsko /  Gruzie /  Francie)
  - Cesta domů / Додому (r. Nariman Alijev,  Ukrajina)[50][51]
- 2020 – Večeře po americku / Dinner in America (r. Adam Rehmeier,  USA)[52]
- 2021 – Zem je láva / Stop-Zemlja (r. Kateryna Gornostaj,  Ukrajina)[53]

Mimoto udílí odborná mezinárodní porota ocenění v několika kategoriích:

### Nejlepší film
- 2010 – Děťjam do 16… / Детям до 16-ти… (r. Andrej Kavun,  Rusko)
- 2011 – Klukanda / Tomboy (r. Céline Sciamma,  Francie)
- 2012 – V mlze / In the fog (r. Sergej Loznica,  Německo,  Rusko,  Litva,  Nizozemsko,  Bělorusko)
- 2013 – Zeměpisec, který propil globus / Географ глобус пропил (r. Alexandr Veledinskij,  Rusko)
- 2014 – Schůzky naslepo / Blind Dates (r. Levan Koguašvili,  Gruzie,  Ukrajina)
- 2015 – Píseň písní / Пісня пісень / Song of Songs (r. Eva Neymann,  Ukrajina)
- 2016 – Nezákonný / Ilegitim (r. Adrian Sitaru,  Rumunsko,  Polsko,  Francie)
- 2017 – Léto 1993 / Verano 1993 (r. Carla Simon,  Španělsko)
- 2018 – Lítost / Οίκτος / Pity (r. Babis Makridis,  Řecko,  Polsko)
- 2019 – Dokud se tančí / And Then We Danced (r. Levan Akin,  Švédsko /  Gruzie /  Francie)

### Nejlepší režie
- 2010 – Juliusz Machulski za film Kołysanka ( Polsko)
- 2011 – Olias Barco za film Zabijte mě, prosím / Kill Me Please ( Belgie)
- 2012 – Benoît Delépine a Gustave Kervern za film Velký večer / Le grand soir ( Francie)
- 2013 – Ritesh Batra za film Cizí oběd / The Lunchbox ( Indie,  Francie,  Německo)
- 2014 – Yi'nan Diao za film Černé uhlí, tenký led / Black Coal, Thin Ice ( Čína)
- 2015 – Deniz Gamze Ergüven za film Mustang / Mustang ( Francie /  Německo /  Turecko /  Katar)
- 2016 – Xavier Seron za film Zemřít na smrt / Je me tue à le dire ( Francie,  Belgie)
- 2017 – Nana Ekvtimishvili a Simon Gross za film Moje šťastná rodina / Chemi Bednieri Ojakhi ( Gruzie,  Německo,  Francie)
- 2018 – Babis Makridis za film Lítost / Οίκτος / Pity ( Řecko,  Polsko)
- 2019 – Alejandro Landes za film Monos ( Kolumbie,  Argentina,  Nizozemsko,  Uruguay,  Německo,  Dánsko,  Švédsko)

### Nejlepší herecký výkon
- 2010 – Jaap Spijkers za roli ve filmu Taartman (r. Annemarie van de Mond,  Nizozemsko)
- 2011 – Keren Berger za roli ve filmu 2 Night (r. Roi Werner,  Izrael)
- 2012 – herecké obsazení filmu Dům pro panenky / Dollhouse (r. Kirsten Sheridan,  Irsko)
- 2013 – Lika Babluani a Mariam Bokeria za role ve filmu V rozpuku / In Bloom (r. Nana Ekvtimishvili a Simon Gross,  Gruzie,  Německo,  Francie)
- 2014 – Angélique Litzenburger za roli ve filmu Party Girl (r. Marie Amachoukeli, Claire Burger a Samuel Theis,  Francie)
- 2015 – Tamar Alkan za roli ve filmu Haish Shebakir / The Man in the Wall (r. Evgeny Ruman,  Izrael)
- 2016 – Rosalie Thomass a Kaori Momoi za role ve filmu Pozdravy z Fukušimy / Grüße aus Fukushima (r. Doris Dörrie,  Německo)
- 2017 – herecké obsazení filmu Moje šťastná rodina / Chemi Bednieri Ojakhi (r. Nana Ekvtimishvili a Simon Gross,  Gruzie,  Německo,  Francie)
- 2018 – Victor Polster za roli ve filmu Dívka / Girl (r. Lukas Dhont,  Belgie)
- 2019 – Levan Gelbakhiani za roli ve filmu Dokud se tančí / And Then We Danced (r. Levan Akin,  Švédsko /  Gruzie /  Francie)